# 光岡史朗
光岡 史朗（みつおか しろう、1949年〈昭和24年〉10月 - 2015年〈平成27年〉9月9日）は、日本のコピーライター・作家。
1949年生まれ。神奈川県出身。県立横浜翠嵐高校卒。高校時代から文学に親しむが、1967年高校3年のとき「10.8羽田事件」にショックを受け、急速に政治運動、マルクス主義に興味を抱く。明治大学に入学するが、その入学式の次の日から学生自治会室に入りびたる。   
サークルは社会主義研究会。そこはブント＝社学同の拠点サークルのひとつであった。そして1年生の後期から法学部委員長として活動し。ほとんど学生会館に泊り込みで、アジビラをつくり、立て看板を描き、毎朝校門でビラ撒きをする生活をおくる。もちろん闘争では赤ヘルの先頭集団を担い、この年の「10.21国際反戦デー」では丸太ん棒部隊として防衛庁を攻撃することになった。 しかし、赤軍派との分裂・内ゲバ闘争をきっかけに学生運動全体に疑問を感じ、やがてそこから足を洗った。 明治大学卒業後は外資系広告代理店にもぐりこみ、数社を経て、1980年、コピーライターとして独立する。TBS「ぎんざNOW!」などのTV番組構成（台本書き）、作詞、雑誌への歴史記事を執筆、さらには自ら雑誌を創刊し、編集発行するなど、広く浅く経験した。
小説『ボディ・ジャック』が処女作だが、2005年に「幸福の科学ユートピア文学賞」を受賞し、2008年に、倉谷宣緒監督、高橋和也・柴田光太郎主演で映画化される。
2015年(平成27年)9月9日没。享年67（数え年）、満65歳。